# 12704 Tupolev
12704 Tupolev (1990 SL28) là một tiểu hành tinh vành đai chính được phát hiện ngày 24 tháng 9 năm 1990 bởi L. V. Zhuravleva và G. R. Kastel' ở Đài vật lý thiên văn Crimean.